# The Strain
The Strain (2009) este un roman cu vampiri de groază scris de Guillermo del Toro și Chuck Hogan. Este prima parte a seriei The Strain Trilogy, fiind urmat de The Fall (2010) și The Night Eternal (2011).
Del Toro a creat inițial povestea ca pe scenariul unui serial de televiziune, dar nu a găsit un cumpărător dispus ca să-l realizeze. Apoi un agent i-a sugerat să transforme povestea într-o serie de cărți împreună cu scriitorul american Chuck Hogan. Un serial TV omonim bazat pe acest roman este transmis în premieră pe FX începând cu 13 iulie 2014.

## Legături externe
- Site web oficial